# Dublin Celts
I Dublin Celts sono stati una squadra di football americano, di Dublino, in Irlanda.

## Storia
La squadra è stata fondata nel 1984 (prima squadra fondata in Irlanda) e ha chiuso nel 1993; ha vinto 5 Shamrock Bowl.

## Dettaglio stagioni

### Tackle football

#### Tornei nazionali

##### Campionato

###### IAFL
| Stagione | regular season | regular season | regular season | regular season | regular season | regular season | playoff | playoff | playoff | playoff | playoff | playoff       | playoff           |
|          | Vin            | Par            | Per            | Tot            | PF             | PS             | Vin     | Per     | Tot     | PF      | PS      | risultato     | avversaria        |
| -------- | -------------- | -------------- | -------------- | -------------- | -------------- | -------------- | ------- | ------- | ------- | ------- | ------- | ------------- | ----------------- |
| 1986     | 0              | 0              | 1              | 1              | 20             | 24             | 0       | 2       | 2       | 2       | 13      | Shamrock Bowl | Craigavon Cowboys |
| Totale   | 0              | 0              | 1              | 1              | 20             | 24             | 0       | 2       | 2       | 2       | 13      |               |                   |

Fonti: Enciclopedia del Football - A cura di Massimo Mezzetti

### Riepilogo fasi finali disputate
| Anno           | Luogo | Evento | Fase del torneo | Incontro                         | Risultato |
| 5 ottobre 1986 |       | IAFL   | Shamrock Bowl   | Dublin Celts - Craigavon Cowboys | 2 - 6     |

## Palmarès
- 5 Shamrock Bowl (1987, 1988, 1989, 1990, 1991)